# Chantal Schreiber
Chantal Schreiber (* 1. Februar 1965 in Wien) ist eine österreichische Schriftstellerin.

## Leben
Schreiber begann ein Universitätsstudium der Sprachwissenschaften, das sie jedoch später abbrach. Anschließend hatte sie verschiedene Jobs als Flugbegleiterin, Kellnerin und als Verkäuferin.
Eine Zeit lang arbeitete sie auch als Model. Sie wurde Miss World Austria (1986) und vertrat Österreich bei einer Miss-World-Wahl, wo sie den dritten Platz belegte.
2007 wurde ihr erstes Buch veröffentlicht. Ihre ersten Bücher Allein unter Models und Miss Galaxy, in denen sie ihre Erfahrungen aus der Modebranche miteinarbeitete, veröffentlichte sie für die Jugendbuchreihe Ich bin Ich! im Thienemann-Esslinger Verlag. Mehrere ihrer Bücher erschienen in der Reihe Freche Mädchen – freche Bücher.
Schreiber verfasst mittlerweile Drehbücher fürs Fernsehen, Gedichte und Liedtexte, sowie Kurzgeschichten und Beiträge zu Erzählanthologien. Una und die Elfe ist ihr erstes großes Kinderbuch.
Schreiber lebt mit ihrem Mann und ihrer Tochter in der Nähe von Wien.

## Auszeichnungen
- 2008: Mira-Lobe-Stipendium

## Veröffentlichungen (Auswahl)
- Allein unter Models (aus der Reihe „Ich bin Ich!“),  Thienemann-Esslinger Verlag GmbH, Januar 2007, ISBN 978-3-5221-7901-0
- Miss Galaxy (aus der Reihe „Ich bin Ich!“), Thienemann Verlag, Jänner 2008, ISBN 978-3-5221-8008-5
- Una und die Elfe, Obelisk Verlag e. U., Februar 2010, ISBN 978-3-8519-7614-4
- Plötzlich in Peru, Thienemann-Esslinger Verlag GmbH, März 2011, ISBN 978-3-5225-0215-3
- Im Galopp zum Hochzeitstag, Books on Demand, Juni 2018, ISBN 978-3-7460-7655-3

### Kurt-Reihe
- Wer möchte schon ein Einhorn sein?, Ellermann, Juli 2019, ISBN 978-3-770-70083-7

- EinHorn kommt selten allein, Ellermann, September 2020, ISBN 978-3-770-70247-3

- EinHorn – eine Mission, Ellermann, Juni 2021, ISBN 978-3-751-40005-3

- Drachen sind auch nur EinHörner, Ellermann, Januar 2022, ISBN 978-3-751-40051-0